# 갈매기 도시락
《갈매기 도시락》은 2009년 10월 22일부터 2012년 10월 4일까지 KBS 부산방송총국에서 방송되었던 텔레비전 프로그램이다.

## 기획 의도
갈매기 도시의 꿈과 희망을 전하는 버라이어티 프로그램이다.

## 방송 시간
지역 방송은 주로 목요일에 편성되었고, 전국 방송은 주로 월요일과 수요일에 편성되었다.
| 방송 채널   | 방송 기간                          | 방송 시간                              |
| ----------- | ---------------------------------- | -------------------------------------- |
| KBS부산 1TV | 2009년 10월 22일 ~ 2011년 11월 3일 | 매주 목요일 저녁 7:30 ~ 밤 8:25 (55분) |
| KBS부산 1TV | 2011년 11월 10일 ~ 2012년 10월 4일 | 매주 목요일 저녁 7:30 ~ 밤 8:00 (30분) |
| KBS 1TV     | 2011년 4월 4일 ~ 2011년 7월 4일    | 매주 월요일 오후 4:10 ~ 5:00 (50분)    |
| KBS 1TV     | 2011년 7월 13일 ~ 2011년 9월 28일  | 매주 수요일 오후 4:10 ~ 5:00 (50분)    |
| KBS 2TV     | 2010년 5월 10일 ~ 2010년 8월 2일   | 매주 월요일 오후 2:00 ~ 2:55 (55분)    |